# Pauline Kael
Pauline Kael (Petaluma, 19 giugno 1919 – Great Barrington, 3 settembre 2001) è stata una critica cinematografica statunitense.

## Biografia
Figlia di ebrei polacchi, per oltre venti anni, dal 1968 al 1991, ha scritto per il magazine The New Yorker. È considerata uno dei più influenti e celebrati critici del mondo cinematografico statunitense e un'esponente della cosiddetta "critica sociologica".
Prima di lavorare per il The New Yorker, aveva scritto su McCall's, da cui era stata licenziata nel 1966 per aver ribattezzato il film Tutti insieme appassionatamente con il titolo Tutti insieme piagnucolosamente.
Nel 1979 assunse il ruolo di consulente per la Paramount Pictures.
Dopo che le fu diagnosticata la malattia di Parkinson, lasciò l'attività giornalistica.